# Klemenčič
Klemenčič je 30. najbolj pogost priimek v Sloveniji, ki ga je po podatkih Statističnega urada Republike Slovenije na dan 31. decembra 2007 uporabljalo 2.438 oseb, na dan 1. januara 2010 pa 2434 oseb. Priimek se je prvič pojavil v krstni knjigi leta 1636. Po dosedaj znanih podatkih je bilo to v Dražgošah 4.4.1636.

## Znani nosilci priimka
- Alfonz Klemenčič (1900—1968), duhovnik križniškega reda, metliški prošt
- Andrej Klemenčič (1655—1725), duhovnik
- Andrej Klemenčič, filmski in glasbeni kritik, medijski strok., časniški novinar, dopisnik, prof. za mednarodno komuniciranje: Španija, Barcelona
- Andrew Klemencic (1860—1906), slovensko-ameriški anarhist in sindikalist
- Anita Klemenčič (*1996), smučarska tekačica
- Blaža Klemenčič (*1980), gorska kolesarka
- Dore Klemenčič-Maj (1911—1988), slikar, grafik, profesor ALU
- Drago Klemenčič (1938—2017), duhovnik, novinar, urednik, prevajalec
- Eva Klemenčič Mirazchiyski, izr. prof. Alma Mater Europaea
- Ferdinand Klemenčič (1841—1915), gradbenik, graditelj železnic
- Fran Klemenčič (1880—1961), slikar, krajinar
- Goran Klemenčič (*1972), pravnik in politik
- Gorazd Klemenčič (*1946), šahist
- Hema (Neža) Klemenčič Pelhan (1917—2002), učiteljica čipkarstva in strokovna šolnica
- Herbert Klemenčič/-ć (1915—1996), plastični kirurg (v Zagrebu)
- Ignacij Klemenčič (1853—1901), fizik, univerzitetni profesor
- Iva Klemenčič, prevajalka iz švedščine
- Ivan Klemenčič (1899—1978), gozdar, univ. profesor
- Ivan Klemenčič (*1938), muzikolog, desno usmerjeni politični publicist, sin zgornjega in brat Vlada K.
- Ivanka Anžič Klemenčič (1876—1960), žurnalistka (prva slovenska poklicna časnikarka/novinarka)
- Ivo Klemenčič (1918—2007), montanist, politik, gospodarstvenik, diplomat
- Jakob Klemenčič (*1968), umetnostni zgodovinar, knjižničar/dokumentalist; risar stripov in ilustrator
- Jani Klemenčič (*1971), veslač
- Janin (Maj) Klemenčič, popotnik, publicist, fotograf, snemalec
- Josip Klemenčič (1876—1960), učitelj, prosvetno-kulturni delavec in sadjar
- Josip Klemenčič (1892—1969), duhovnik, skladatelj
- Jože Klemenčič, več oseb
- Jožef Klemenčič (1903—1963), rudar, glasbenik, glasbeni pedagog, skladatelj, organizator
- Lovro Klemenčič (1891—1928), publicist in politik
- Maj Klemenčič, slikar
- Manja Klemenčič, sociologinja (Harvard)
- Matej Klemenčič (*1971), umetnostni zgodovinar, univ. profesor
- Matilda Klemenčič (r. Puhar) (1891—1927), pesnica (žena Frana Klemenčiča)
- Marija Klemenčič Fabjančič (*1946), bibliotekarka (vodja Biblioteke SAZU 1987—2007)
- Marijan M. Klemenčič (*1947), geograf, univ. profesor
- Marina Klemenčič, biokemičarka
- Matjaž Klemenčič (*1955), zgodovinar, univ. profesor, publicist
- Matjaž Klemenčič (*1984), jadralni zmajar
- Mihael (p. Rafael) Klemenčič (1830—?), zgodovinar
- Milan Klemenčič (1875—1957), slikar, gledališčnik - lutkar in fotograf amater
- Milan Klemenčič (1926—2020), fotograf
- Milan Klemenčič (1959—2022), policist, veteran vojne za Slovenijo
- Nada Klemenčič (*1939), pravnica, vrh. sodnica, zavarovalničarka (finančnica), žena Vlada K.
- Polona Klemenčič (*1997), biatlonka
- Renata Novak Klemenčič, umetnostna zgodovinarka
- Savo Klemenčič (1902—1988), gledališčnik, igralec, režiser ..
- Simona Klemenčič (*1971), jezikoslovka etimologinja, pisateljica
- Sonja Klemenčič (*1952), andragoginja
- Stane Klemenčič (*1958), agronom, direktor Kmetijsko-gozdarskega zavoda Maribor
- Stanislava Klemenčič Kosi, agronomka
- Tanja Klemenčič (*1975), atletinja, tekačica
- Tilen Klemenčič (*1995), nogometaš
- Tone Klemenčič - Plnadar (1844—1927), podobar, rezbar
- Tone Klemenčič (1913—2001), strokovnjak za komunalno gospodarstvo, univ. profesor
- Vladimir Klemenčič (1926—2013), družbeni geograf, univerzitetni profesor
- Vladislav Klemenčič (1898—1969), mladinski pisatelj
- Vlado Klemenčič (1939—2014), ekonomist, publicist, politik (ZKS), bančnik
- Zoran Klemenčič (*1962), obramboslovec, obveščevalec, direktor SOVE
- Zoran Klemenčič (*1976), kolesar
- Živa Klemenčič (*2001), biatlonka